# Naum Moiseyevich Korzhavin
Naum Moiseyevich Korzhavin (tiếng Nga: Нау́м Моисе́евич Коржа́вин tên thật là Emmanuil Mandel – Эммануил Мандель, 14 tháng 10 năm 1925 – 22 tháng 6 năm 2018) là một nhà thơ, nhà văn, nhà viết kịch, dịch giả người Nga gốc Do Thái, từ năm 1974 sống ở Boston, Mỹ.

## Tiểu sử
Naum Korzhavin sinh ở Kiev (nay là thủ đô Ukraina). Ông học phổ thông ở Kiev, theo lời của chính Naum Korzhavin thì trước khi Thế chiến II nổ ra ông bị đuổi học vì cãi nhau với hiệu trưởng. Naum Korzhavin làm thơ từ rất sớm, sau đó được nhà thơ Nikolay Nikolaevich Aseyev để ý và đem kể với các nhà văn, nhà thơ ở Moskva. Thời chiến tranh, Naum Korzhavin không phải ra trận vì lý do tay ngắn. Năm 1944 ông đến Moskva và thi vào trường viết văn Maxim Gorky nhưng không thành công, sau đó thi lần 2 vào năm 1945 mới đậu.
Ông ở cùng phòng với nhà thơ Rasul Gamzatov và nhà văn Vladimir Tendryakov. Tuy nhiên Naum Korzhavin nhập học chưa lâu thì nổ ra chiến dịch "đấu tranh với những phần tử cực đoan" (tiếng Nga: Борьба с космополитизмом, tiếng Anh: Rootless cosmopolitan), và ông bị bắt giam 8 tháng ở trại tạm giam của Bộ An ninh, sau đó bị xử như một "phần tử xã hội nguy hiểm" và bị cho đi cải tạo ở Siberia 3 năm. Năm 1954 ông được trở lại Moskva, sống bằng nghề dịch thuật, tiếp tục học trường viết văn và tốt nghiệp năm 1959. Thỉnh thoảng thơ của ông mới được đăng ở các tạp chí. Năm 1961 in tập thơ Годы bao gồm những bài thơ sáng tác trong giai đoạn 1941 – 1961. Năm 1967 nhà hát Stanislav dựng vở kịch Однажды в двадцатом của ông.
Năm 1973 Naum Korzhavin viết đơn xin xuất cảnh với lý do "không đủ điều kiện để sống". Ông được xuất cảnh sang Boston, Mỹ, làm cho tạp chí Continental và thường xuyên phát biểu trước sinh viên các trường đại học, in các tập thơ Времена (1976) và Сплетения (1981) ở Frankfurt am Main, Đức. Thời kỳ cải tổ ông trở lại Liên Xô và Nga nhiều lần theo lời mời của các văn nghệ sĩ nổi tiếng. Hiện ông sống và làm việc ở Boston, Mỹ.

## Tác phẩm

### Thơ
- 16 стихотворений // «Тарусские стра¬ницы», 1961
- Рож¬дение века. Поэма // «Молодая гвардия», 1962, № 8
- Годы, 1963
- Поэма греха // «Новый журнал», № 116, 1974
- Времена, Frankfurt/M., 1976
- Сплетения, Frankfurt/M., 1981
- Письмо в Москву (стихи и поэмы, 1991)
- Время дано (стихи и поэмы, 1992)
- На скосе века (Время, 2008)

### Văn
- В защиту банальных истин // «Новый мир», 1961, № 3
- Лирика Маршака. Статья // «Новый мир», 1963, № 3
- Поэзия А. К. Толстого // «Вопросы литературы», 1967, № 4
- Судьба Ярослава Смелякова. Статья // «Грани», № 91, 1974
- Опыт поэтической биографии. Статья // «Континент», № 2, 1975
- Игра с дьяволом. Статья // «Грани», № 95, 1975
- Психоло¬гия современного энтузиазма. Статья // «Конти¬нент», № 8, 1976 и № 9, 1976
- В соблазнах кровавой эпохи (2005) — воспоминания